# Kærlighed gør blind (film fra 1913)
Kærlighed gør blind (Kärleken rår) er en svensk stumfilm fra 1913, der er instrueret af Axel Breidahl og Paul Welander efter manuskript af førstnævnte.

## Handling
Denne artikel mangler et handlingsreferat. Hjælp os med at skrive det.

## Medvirkende
- Paul Welander - von Horten
- Torben Meyer - Kuno, von Hortens søn
- Ida Nielsen - Tilly Brown, guvernante hos von Horten
- Axel Breidahl - Johan, tjener hos von Horten
- Martha Helsengreen - Johans mor
- Ellen Hygom - Lizza, von Hortens 2. hustru